# Avella
Avella é uma comuna italiana da região da Campania, província de Avellino, com cerca de 7.677 habitantes. Estende-se por uma área de 30 km², tendo uma densidade populacional de 256 hab/km². Faz fronteira com Baiano, Casamarciano (NA), Cervinara, Pannarano (BN), Roccarainola (NA), Rotondi, San Martino Valle Caudina, Sirignano, Sperone, Tufino (NA), Visciano (NA).
Daqui procede o nome de Avelã (noz de Avella).

## Demografia
| Variação demográfica do município entre 1861 e 2011                               |
|                                                                                   |
| Fonte: Istituto Nazionale di Statistica (ISTAT) - Elaboração gráfica da Wikipedia |